# 6e étape du Tour d'Espagne 1999

La 6e étape du Tour d'Espagne 1999 s'est déroulée le 10 septembre autour de Salamanque.

## Récit
Porteur du maillot de oro, l'Espagnol Abraham Olano remporte ce contre-la-montre et conforte sa première place au classement général. Il devance l'Allemand Jan Ullrich de près d'une minute. Tous les autres favoris sont relégués très loin (Pavel Tonkov à 3 minutes 55, Roberto Heras à 4 minutes 08, Fernando Escartín à 5 minutes 19, José María Jiménez à plus de 6 minutes 30...).

## Classement de l'étape
|   | Coureur       | Pays      | Équipe            |    | Temps      |
| - | ------------- | --------- | ----------------- | -- | ---------- |
| 1 | Abraham Olano | Espagne   | ONCE              | en | 53'32"     |
| 2 | Jan Ullrich   | Allemagne | Deutsche Telekom  | +  | 57 s       |
| 3 | Ángel Casero  | Espagne   | Vitalicio Seguros |    | 2 min 17 s |

## Classement général
|   | Coureur                   | Pays      | Équipe            |    | Temps      |
| - | ------------------------- | --------- | ----------------- | -- | ---------- |
| 1 | Abraham Olano             | Espagne   | ONCE              | en | 24h41'57"  |
| 2 | Jan Ullrich               | Allemagne | Deutsche Telekom  | +  | 1 min 07 s |
| 3 | Igor González de Galdeano | Espagne   | Vitalicio Seguros |    | 2 min 33 s |